# توونی گومز
توونی گومز (انگلیسی: Toni Gomes؛ زادهٔ ۱۶ نوامبر ۱۹۹۸) بازیکن فوتبال اهل گینه بیسائو است.
از باشگاه‌هایی که در آن بازی کرده‌است می‌توان به باشگاه فوتبال لیورپول (مونته‌ویدئو) اشاره کرد.
وی همچنین در تیم ملی فوتبال Portugal U17 بازی کرده‌است.